# Bảng tổng sắp huy chương Thế vận hội Mùa hè 1984
Bảng tổng sắp huy chương Thế vận hội Mùa hè 1984 là danh sách thứ hạng các quốc gia tham dự Thế vận hội Mùa hè 1984 tại Los Angeles, Hoa Kỳ từ 28 tháng 7 đến 12 tháng 8 năm 1984 theo số huy chương giành được. Đại hội có 6829 vận động viên tham dự trong 221 nội dung trong 23 môn thể thao. Hoa Kỳ lần đầu trở lại dẫn đầu bảng tổng sắp từ năm 1968, lập kỉ lục 83 huy chương vàng, so với 80 huy chương vàng của Liên Xô năm 1980. 47 quốc gia tham dự giành huy chương và 25 quốc gia đã giành ít nhất một huy chương Vàng.

## Bảng tổng sắp
Thứ hạng của bảng tổng sắp đầu tiên dựa vào số huy chương Vàng mỗi quốc gia giành được, sau đó đến số huy chương Bạc và cuối cùng là huy chương Đồng. Nếu số huy chương mỗi loại của nhiều quốc gia như nhau, các quốc gia đó sẽ có cùng thứ hạng và xếp danh sách theo thứ tự bảng chữ cái.
| Hạng                | NOC                 | Vàng | Bạc | Đồng | Tổng số |
| ------------------- | ------------------- | ---- | --- | ---- | ------- |
| 1                   | Hoa Kỳ              | 83   | 61  | 30   | 174     |
| 2                   | România             | 20   | 16  | 17   | 53      |
| 3                   | Tây Đức             | 17   | 19  | 23   | 59      |
| 4                   | Trung Quốc          | 15   | 8   | 9    | 32      |
| 5                   | Ý                   | 14   | 6   | 12   | 32      |
| 6                   | Canada              | 10   | 18  | 16   | 44      |
| 7                   | Nhật Bản            | 10   | 8   | 14   | 32      |
| 8                   | New Zealand         | 8    | 1   | 2    | 11      |
| 9                   | Nam Tư              | 7    | 4   | 7    | 18      |
| 10                  | Hàn Quốc            | 6    | 6   | 7    | 19      |
| 11                  | Anh Quốc            | 5    | 11  | 21   | 37      |
| 12                  | Pháp                | 5    | 7   | 16   | 28      |
| 13                  | Hà Lan              | 5    | 2   | 6    | 13      |
| 14                  | Úc                  | 4    | 8   | 12   | 24      |
| 15                  | Phần Lan            | 4    | 2   | 6    | 12      |
| 16                  | Thụy Điển           | 2    | 11  | 6    | 19      |
| 17                  | México              | 2    | 3   | 1    | 6       |
| 18                  | Maroc               | 2    | 0   | 0    | 2       |
| 19                  | Brasil              | 1    | 5   | 2    | 8       |
| 20                  | Tây Ban Nha         | 1    | 2   | 2    | 5       |
| 21                  | Bỉ                  | 1    | 1   | 2    | 4       |
| 22                  | Áo                  | 1    | 1   | 1    | 3       |
| 23                  | Kenya               | 1    | 0   | 2    | 3       |
| 23                  | Bồ Đào Nha          | 1    | 0   | 2    | 3       |
| 25                  | Pakistan            | 1    | 0   | 0    | 1       |
| 26                  | Thụy Sĩ             | 0    | 4   | 4    | 8       |
| 27                  | Đan Mạch            | 0    | 3   | 3    | 6       |
| 28                  | Na Uy               | 0    | 1   | 2    | 3       |
| 28                  | Jamaica             | 0    | 1   | 2    | 3       |
| 30                  | Hy Lạp              | 0    | 1   | 1    | 2       |
| 30                  | Puerto Rico         | 0    | 1   | 1    | 2       |
| 30                  | Nigeria             | 0    | 1   | 1    | 2       |
| 33                  | Thái Lan            | 0    | 1   | 0    | 1       |
| 33                  | Syria               | 0    | 1   | 0    | 1       |
| 33                  | Perú                | 0    | 1   | 0    | 1       |
| 33                  | Bờ Biển Ngà         | 0    | 1   | 0    | 1       |
| 33                  | Ireland             | 0    | 1   | 0    | 1       |
| 33                  | Colombia            | 0    | 1   | 0    | 1       |
| 33                  | Ai Cập              | 0    | 1   | 0    | 1       |
| 40                  | Thổ Nhĩ Kỳ          | 0    | 0   | 3    | 3       |
| 40                  | Venezuela           | 0    | 0   | 3    | 3       |
| 42                  | Algérie             | 0    | 0   | 2    | 2       |
| 43                  | Đài Bắc Trung Hoa   | 0    | 0   | 1    | 1       |
| 43                  | Cameroon            | 0    | 0   | 1    | 1       |
| 43                  | Zambia              | 0    | 0   | 1    | 1       |
| 43                  | Iceland             | 0    | 0   | 1    | 1       |
| 43                  | Cộng hòa Dominica   | 0    | 0   | 1    | 1       |
| Tổng số (47 đơn vị) | Tổng số (47 đơn vị) | 226  | 219 | 243  | 688     |